# It Gets Better Project
Das It Gets Better Project ist eine Aktion, die von dem Kolumnisten Dan Savage ins Leben gerufen wurde, nachdem mehrere Jugendliche in den Vereinigten Staaten Suizid begangen hatten, nachdem sie aufgrund ihrer Homosexualität oder einer ihnen zugeschriebenen sexuellen Orientierung Opfer von Mobbing geworden waren.
Die Kampagne wird von einigen Prominenten sowie von hunderten von Personen unterschiedlicher sexueller Orientierungen unterstützt. In kurzen Videos erzählen die Leute ihre Geschichte. Jeffree Star nahm das Lied Kiss It Better für das Projekt auf und bietet dieses als kostenlosen Download an. Ein weiteres Lied mit dem Titel It gets better wurde von einem Ensemble verschiedener Broadway-Akteure aufgezeichnet.

## Einige der prominenten Unterstützer
- Julie Benz
- Kate Bornstein[1]
- Hillary Clinton[2]
- Chris Colfer[3]
- Adrianne Curry[4]
- Ellen DeGeneres[5]
- Jason Derulo[6]
- Gloria Estefan[7]
- Jesse Tyler Ferguson und Eric Stonestreet[8]
- Sia Furler[9]
- Brittney Griner[10]
- Tim Gunn[11]
- Neil Patrick Harris[12]
- Darren Hayes[13]
- Perez Hilton[14]
- Valerie Jarrett[15][16][17]
- Kesha[18]
- Ciara[19]
- Adam Lambert[20]
- Joel Madden[21]
- Jenny McCarthy
- A. J. McLean[22]
- Barack Obama[23]
- Nancy Pelosi[24]
- Zachary Quinto[25]
- Gene Robinson[26]
- Dan Savage[27]
- Kyra Sedgwick und Kevin Bacon
- Jake Shears[28]
- Ian Somerhalder
- Michael Urie[29]
- Jeffree Star[30]
- Chris Crocker[31]
- Gregory Gorgeous[32]
- Candice Accola

## Partnerprogramme
Inzwischen gibt es in mehreren Ländern offizielle Partnerprogramme (International Affiliates), u. a. in (Stand Jan. 2015): 
- Australien / Neuseeland: It Gets Better
- Brasilien: Tudo Vai Melhorar Brasil
- Chile: Todo Mejora
- Italien: Le Cose Cambiano
- Moldau: Egali
- Monterrey (Mexiko): Todo Mejora Monterrey
- Österreich: Es Wird Besser Österreich
- Paraguay: Todo Mejora Paraguay
- Portugal: Tudo Vai Melhorar
- Puerto Rico: Todo Mejora Puerto Rico
- Schweiz: Es Wird Besser Schweiz
- Spanien: It Gets better España